# Анисимов, Валерий Викторович
Вале́рий Ви́кторович Ани́симов (род. 7 июля 1953, Москва) — советский и российский солист балета, балетный педагог, заведующий кафедрой классического и дуэтного танца Московской государственной академии хореографии, заслуженный артист РСФСР (1985), народный артист Российской Федерации (1997).

## Биография
Родился в рабочей семье, отец — мастер по установке станков, мать — бухгалтер. Ребёнком учился танцу в детской хореографической студии Дворца культуры ЗИЛа. Также занимался спортивной гимнастикой в ДСШ Пролетарского района Москвы. В 1972 году окончил Московское хореографическое училище, где его педагогами были Евгения Лапчинская, Владимир Никонов, Марис Лиепа и Пётр Пестов.
В 1972—1992 — солист балета Большого театра, где репетировал под руководством Алексея Варламова и Владимира Никонова. Был партнёром многих выдающихся балерин: Марины Кондратьевой, Людмилы Семеняки, Аллы Михальченко, Нины Семизоровой, Надежды Павловой, Анели Алханко, Екатерины Максимовой, Светланы Адырхаевой, Нины Тимофеевой.
В 1983 году стал первым исполнителем сольных партий в балетах Владимира Васильева «Я хочу танцевать» и «Фрагменты одной биографии», показанных на сцене ГЦКЗ «Россия». В 1993—2000 году — солист театра Кремлёвский балет. Там же начал преподавательскую деятельность — в 1997—2000 году — балетмейстер-репетитор театра. В 1997 году выступил в партии Альберта в балете «Жизель» на юбилейном спектакле Людмилы Семеняки в Большом театре, отмечавшей 25-летие творческой деятельности.
В 1996 году начал преподавать дуэтный танец в Московской государственной академии хореографии. В 2000—2003 году — управляющий балетной труппой Большого театра. В настоящее время — заведующий кафедрой классического и дуэтного танца МГАХ, профессор.

### Семья
Жена — Галина Чулюкина (Анисимова) (р. 1953), артистка балета Большого театра (1972—1992).

## Репертуар вБольшом театре(основные партии)
- 1973 — «Бахчисарайский фонтан», хореография Ростислава Захарова — Вацлав
- 1975 — «Шопениана», хореография хореография Михаила Фокина — Юноша
- 1979 — «Любовью за любовь», балетмейстер Вера Боккадоро — Юноша — первый исполнитель
- 1976 — «Ангара», балетмейстер Юрий Григорович — Друг Сергея
- 1977 — «Лебединое озеро», редакция Юрия Григоровича — Принц Зигфрид
- 1978 — «Ангара», балетмейстер Юрий Григорович — Сергей
- 1978 — «Каменный цветок», балетмейстер Юрий Григорович — Данила
- 1978 — «Эти чарующие звуки», балетмейстер Владимир Васильев — Прогулки
- 1978 — «Дон Кихот», хореография Александра Горского — Базиль
- 1979 — «Ромео и Джульетта», балетмейстер Юрий Григорович — Бенволио
- 1979 — «Жизель», редакция Леонида Лавровского — Альберт
- 1979 — «Любовью за любовь», балетмейстер Вера Боккадоро — Клавдио
- 1981 — «Деревянный принц», балетмейстер Андрей Петров — Принц
- 1981 — «Индийская поэма», балетмейстеры Юламей Скотт и Юрий Папко — Бамбур
- 1982 — «Макбет», балетмейстер Владимир Васильев — Банко
- 1983 — «Маленький принц», балетмейстер Генрих Майоров — Лётчик
- 1984 — «Гаянэ», балетмейстер Максим Мартиросян — Армен
- 1984 — «Раймонда», редакция Юрия Григоровича — Беранже — первый исполнитель
- 1984 — «Раймонда», редакция Юрия Григоровича — Бернар
- 1986 — «Спящая красавица», редакция Юрия Григоровича — Принц Дезире
- 1986 — «Анюта», балетмейстер Владимир Васильев — Студент — первый исполнитель
- 1987 — «Ангара», балетмейстер Юрий Григорович, капитальное возобновление — Сергей
- 1989 — «Каменный цветок», балетмейстер Юрий Григорович, возобновление — Данила — первый исполнитель
- 1989 — «Вечер хореографии Касьяна Голейзовского» — Размышление

## Репертуар вКремлёвском балете
- 1993 — «Золушка», балетмейстер Владимир Васильев — Принц
- 1993 — «Руслан и Людмила», балетмейстер Андрей Петров — Руслан
- 1995 — «Наполеон Бонапарт», балетмейстер Андрей Петров — Наполеон
- 1997 — «Лебединое озеро», редакция Андрея Петрова — Зигфрид

## Фильмография
- 1981 — «Импровизации» (фильм-балет)
- 1981 — «Этот чудесный мир» (фильм-балет)
- 1985 — «Я хочу танцевать» (фильм-балет)
- 1985 — «Фрагменты одной биографии» (фильм-балет)
- 1993 — «Моя Жизель»
- 1994 — «Звезды русского балета. Том 6»

## Звания и награды
- 1977 — Лауреат Международного балетного конкурса в Москве (II премия)
- 1982 — Лауреат Премии Ленинского комсомола
- 1985 — Заслуженный артист РСФСР
- 1997 — Народный артист Российской Федерации
- 2023 — Орден Почёта (12 апреля 2023 года) — за вклад в развитие отечественной культуры и искусства, многолетнюю плодотворную деятельность[2]